# Mayr (Augsburger Patriziergeschlechter)
Mayr auch Mair war der Name von mehreren untereinander nicht verwandten Augsburger Rats- und Patriziergeschlechtern. Im 17. Jahrhundert ist auch eine Künstlerfamilie Mayr in Augsburg bezeugt. Die Mayr sind zu unterscheiden von dem Augsburger Patriziergeschlecht May.

## Mayr bzw. Mair aus Memmingen

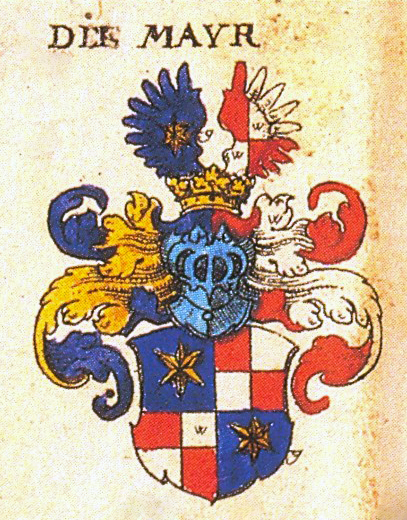
Wappen der älteren Mayr in Siebmachers Wappenbuch

Die Familie stammte ursprünglich aus der Reichsstadt Memmingen, wo sie seit dem 15. Jahrhundert bezeugt ist. Stammvater war Hans Mayr, welcher um 1450 lebte. Aus einfachen Verhältnissen stammend, soll er es zu einem ansehnlichen Vermögen gebracht haben. Sein Enkel Andreas Mayr heiratete Barbara Löhlin aus einem angesehenen Memminger Geschlecht. Durch die Ehe von 1531 mit Euphrosina Walter erhielt der Sohn von Andreas, Conrad Mair (* ca. 1493 in Memmingen; † 1565) das Bürgerrecht von Augsburg und wurde Mitglied der Herrenstube. Er war Faktor der Fugger, erwarb von seinem Geschäftspartner Anton Fugger Anteile an dessen Handelsgesellschaft und wurde 1550 zum Bürgermeister gewählt. 1538 erhob man die Familie in den Augsburger Geschlechterstand. Die Familie ist mit seinem Sohn Raymund Mair († 1591) im Mannesstamm erloschen.

### Wappen
„Wappen quadriert, in Feld eins und vier in Blau ein goldener Stern, in Feld zwei und drei von Gold und Rot quadriert. Auf dem Helm zwei Flügel, der eine blau mit goldenem Stern, der andere von Gold und Rot quadriert. Helmdecken blau-golden bis rot-golden.“

## Mayr aus Rain am Lech

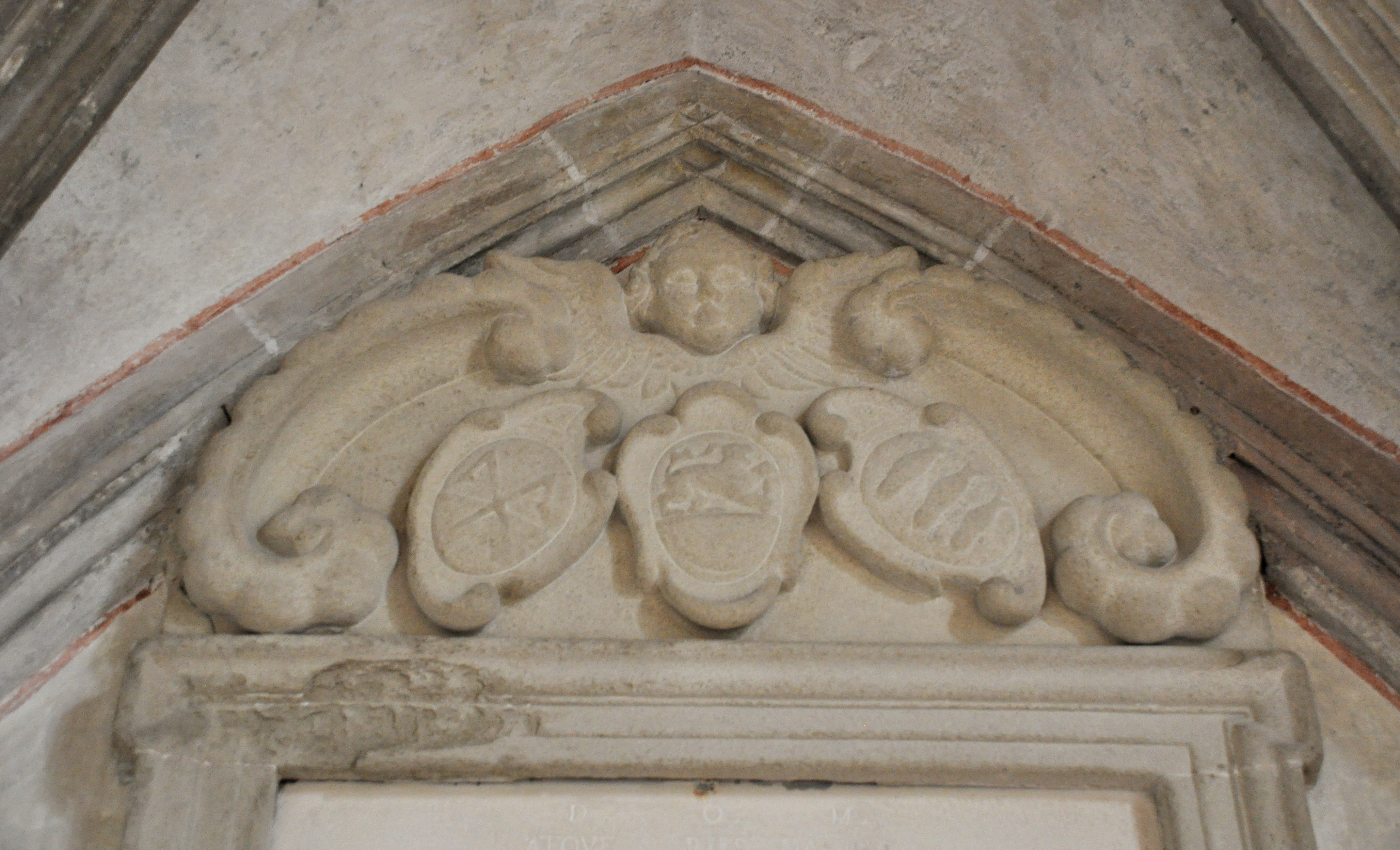
Wappen von Georg Mayr im Kreuzgang des Augsburger Domes

Die Familie die mit den älteren Mayr bzw. Mair weder verwandt noch verschwägert waren, stammte ursprünglich aus dem bayerischen Städtlein Rain am Lech. Melchior Mayr trat ebenfalls in die Dienste der Fugger, wobei er es zu einem ansehnlichen Vermögen brachte. Am 29. Dezember 1627 erfolgte seine Aufnahme in den Augsburger Geschlechterstand. Später befanden sich er und sein Sohn Christoph Mayr im Stadtgericht von Augsburg. Der ebenfalls aus Rain am Lech stammende deutsche Jesuit und bedeutende Linguist Georg Mayr (* ca. 1564; † 1523 in Rom) war zeitweise Prediger in der Pfarrkirche St. Moritz und Studienpräfekt an der Universität Dillingen. Sein Grabstein mit Wappen befindet sich im Ostflügel des Kreuzganges im Augsburger Dom.

### Wappen
„Wappen quadriert, in Feld eins und vier von Gold und Schwarz schrägrechts geteilt mit nach links gerichtetem Löwen verwechselter Tinktur, in Feld zwei und vier in Silber ein goldener Stufensparren, begleitet von drei goldenen Lilien. Auf dem Helm ein wachsender schwarzer Löwe. Helmdecken schwarz-golden“

## Weitere Mayr bzw. Mair

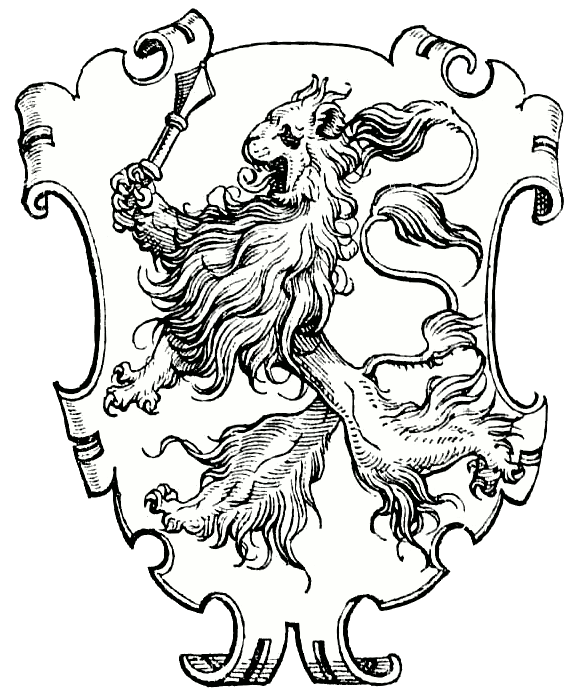
Wappen des Paul Hector Mair

Am 20. Mai 1542 erhielt der Ratsdiener, Stadtkassierer und Proviantmeister von Augsburg Paul Hector Mair bzw. Mayr (* ca. 1517 in Augsburg; † 1579 ebenda) einen Wappenbrief mit Lehenartikel.
Dem Bürger, Stadtrat und Handelsmann von Augsburg Abraham Mayr wurde am 5. Dezember 1628 vom Kaiser ein Adelsbrief mit Wappenbesserung und Rotwachsfreiheit verliehen.
Der Ehe des Augsburger Kaufmanns Georg Christoph Mayr mit der Malerin und Kupferstecherin Susanna Fischer (* ca. 1600 in Augsburg; † 1674 ebenda) entsprang u. a. der deutsche Barockmaler Johann Ulrich Mayr (* 1630 in Augsburg; † 1704 ebenda). Dessen Bruder, der Ratskonsulent Daniel Mayr (ca. 1635 in Augsburg; † 1701 ebenda) heiratete 1664 Anna Magdalena von Stetten. Als Wappen führte dieses Geschlecht in drei quergeteilten Flächen einen Löwen, Fisch und Stern.

## Bedeutende Namensträger
- Conrad Mair (ca. 1493–1565), deutscher Patrizier, Ratsherr und Bürgermeister
- Paul Hector Mair (ca. 1517–1579), Ratsdiener, Stadtkassierer und Proviantmeister
- Georg Mayr (ca. 1564–1623), deutscher Jesuit und Linguist[5]
- Susanna Mayr (ca. 1600–1674), deutsche Malerin und Kupferstecherin
- Johann Ulrich Mayr (1630–1704), deutscher Barockmaler